# 薩塔冰原島峰
69°46′S 37°17′E / 69.767°S 37.283°E
薩塔冰原島峰（英語：Såta Nunatak），是南極洲的冰原島峰，位於毛德皇后地的哈拉爾王子海岸，處於基斯塔冰原島峰以北0.9公里的呂佐夫-霍爾姆灣西南岸，現時由南極條約體系管理。